# Mistrzostwa Europy Juniorów w Saneczkarstwie 2023 (tory naturalne)
37. Mistrzostwa Europy Juniorów w Saneczkarstwie na torach naturalnych 2023 odbyły się w dniach 3-5 lutego w austriackim Mariazell. Rozegrane zostały cztery konkurencje: jedynki kobiet, jedynki mężczyzn, dwójki oraz zawody drużynowe.

## Terminarz i medaliści
| Data          | Miejscowość | Konkurencja      | Złoto                                             | Srebro                                     | Brąz                                |
| ------------- | ----------- | ---------------- | ------------------------------------------------- | ------------------------------------------ | ----------------------------------- |
| 5 lutego 2023 | Mariazell   | Jedynki kobiet   | Sarah Schiller                                    | Jenny Castiglioni                          | Tina Stuffer                        |
| 5 lutego 2023 | Mariazell   | Jedynki mężczyzn | Fabian Brunner                                    | Hannes Unterholzner                        | Sebastian Feldhammer                |
| 4 lutego 2023 | Mariazell   | Dwójki           | Włochy Anton Gruber Genetti · Hannes Unterholzner | Włochy Tobias Paur · Andreas Hofer         | Słowenia Matevs Vertelj · Vid Kralj |
| 5 lutego 2023 | Mariazell   | Drużynowe        | Włochy Jenny Castiglioni · Fabian Brunner         | Austria Naomi Thöni · Sebastian Feldhammer | Słowenia Meta Mekina · Žiga Kralj   |

## Wyniki

### Jedynki kobiet
- Data: 5 lutego 2023

| Medal | Zawodniczka       | Narodowość | 1. zjazd | 2. zjazd | Czas    | Strata  |
| ----- | ----------------- | ---------- | -------- | -------- | ------- | ------- |
|       | Sarah Schiller    | Niemcy     | 1:13,73  | -        | 1:13,73 | -       |
|       | Jenny Castiglioni | Włochy     | 1:14,74  | -        | 1:14,74 | + 1,01  |
|       | Tina Stuffer      | Włochy     | 1:15,22  | -        | 1:15,22 | + 1,49  |
| 4.    | Lotte Mulser      | Włochy     | 1:16,62  | -        | 1:16,62 | + 2,89  |
| 5.    | Naomi Thöni       | Austria    | 1:16,80  | -        | 1:16,80 | + 3,07  |
| 6.    | Katharina Hofer   | Włochy     | 1:16,89  | -        | 1:16,89 | + 3,16  |
| 7.    | Meta Mekina       | Słowenia   | 1:18,29  | -        | 1:18,29 | + 4,56  |
| 8.    | Hannah Nagele     | Austria    | 1:18,49  | -        | 1:18,49 | + 4,76  |
| . . . |                   |            |          |          |         |         |
| 13.   | Paulina Lipińska  | Polska     | 1:27,58  | -        | 1:27,58 | + 13,85 |

### Jedynki mężczyzn
- Data: 5 lutego 2023

| Medal | Zawodniczka          | Narodowość | 1. zjazd | 2. zjazd | Czas    | Strata  |
| ----- | -------------------- | ---------- | -------- | -------- | ------- | ------- |
|       | Fabian Brunner       | Włochy     | 1:11,05  | -        | 1:11,05 | -       |
|       | Hannes Unterholzner  | Włochy     | 1:12,16  | -        | 1:12,16 | + 1,11  |
|       | Sebastian Feldhammer | Austria    | 1:12,74  | -        | 1:12,74 | + 1,69  |
| 4.    | Florian Freigassner  | Austria    | 1:12,81  | -        | 1:12,81 | + 1,76  |
| 5.    | Alex Oberhofer       | Włochy     | 1:13,63  | -        | 1:13,63 | + 2,58  |
| 6.    | Anton Gruber Genetti | Włochy     | 1:14,03  | -        | 1:14,03 | + 2,98  |
| 7.    | Žiga Kralj           | Słowenia   | 1:14,24  | -        | 1:14,24 | + 3,19  |
| 8.    | Leon Auer            | Austria    | 1:14,69  | -        | 1:14,69 | + 3,64  |
| . . . |                      |            |          |          |         |         |
| 16.   | Oliwier Hajduk       | Polska     | 1:30,86  | -        | 1:30,86 | + 19,81 |
| 17.   | Nikolas Dawidowski   | Polska     | 1:39,08  | -        | 1:39,08 | + 28,03 |

### Dwójki
- Data: 4 lutego 2023

| Medal | Zawodnicy                                | Narodowość | 1. zjazd | 2. zjazd | Czas    | Strata  |
| ----- | ---------------------------------------- | ---------- | -------- | -------- | ------- | ------- |
|       | Anton Gruber Genetti Hannes Unterholzner | Włochy     | 1:18,93  | -        | 1:18,93 | -       |
|       | Tobias Paur Andreas Hofer                | Włochy     | 1:19,95  | -        | 1:19,95 | + 1,02  |
|       | Matevs Vertelj Vid Kralj                 | Słowenia   | 1:20,55  | -        | 1:20,55 | + 1,62  |
| 4.    | Gabriel Halcin Dominik Neupauer          | Słowacja   | 1:22,56  | -        | 1:22,56 | + 3,63  |
| 5.    | Oliwier Hajduk Nikolas Dawidowski        | Polska     | 1:45,94  | -        | 1:45,94 | + 27,01 |

### Drużynowe
- Data: 5 lutego 2023

| Medal | Zawodnicy                        | Narodowość | Czas    | Strata  |
| ----- | -------------------------------- | ---------- | ------- | ------- |
|       | Jenny Castiglioni/Fabian Brunner | Włochy     | 2:28,14 | -       |
|       | Naomi Thöni/Sebastian Feldhammer | Austria    | 2:32,63 | + 4,49  |
|       | Meta Mekina/Žiga Kralj           | Słowenia   | 2:35,38 | + 7,24  |
| 4.    | Sarah Schiller/Vincent Streit    | Niemcy     | 2:36,23 | + 8,09  |
| 5.    | Paulina Lipińska/Oliwier Hajduk  | Polska     | 2:59,70 | + 31,56 |

## Klasyfikacja medalowa
| Miejsce | Państwo  | złoto | srebro | brąz | Razem |
| ------- | -------- | ----- | ------ | ---- | ----- |
| 1.      | Włochy   | 3     | 3      | 1    | 7     |
| 2.      | Niemcy   | 1     | 0      | 0    | 1     |
| 3.      | Austria  | 0     | 1      | 1    | 2     |
| 4.      | Słowenia | 0     | 0      | 2    | 2     |